# Lyncilia nobilis
Lyncilia nobilis är en insektsart som beskrevs av Stsl 1863. Lyncilia nobilis ingår i släktet Lyncilia och familjen Eurybrachidae. Inga underarter finns listade i Catalogue of Life.